# Georges Morel
Georges Michel Morel (* 1916; † 1973) war ein französischer Botaniker. In vielen Publikationen wird er als Entdecker der Meristemvermehrung bei Orchideen genannt (1960).

## Leben
Morel studierte Agrarwissenschaften und Pflanzenpathologie am Institut de Chemie in Paris. Danach arbeitete er am Institut national de la recherche agronomique. 1943 schloss er sich dem Labor von Roger Jean Gautheret an, um dort zu promovieren.  1948–1951 arbeitete er an der Harvard University in den USA an Gewebekulturen. Nach der Rückkehr nach Frankreich wurde er Direktor am nationalen agrarwissenschaftlichen Forschungszentrum des französischen Landwirtschaftsministerium.

## Orchideen
Morel besaß eine Orchidee der Gattung Cymbidium in seinem privaten Gewächshaus. Diese Pflanze war von einem Mosaikvirus befallen. Um eine virusfreie Pflanze zu erhalten, isolierte Morel die Sprossspitzen, eine Methode, die zuvor erfolgreich bei Dahlien und Kartoffeln angewandt worden war. Damit war die Grundlage für eine neue Vermehrungsmethode gelegt, die heute die millionenfache gärtnerische Vermehrung von Orchideen ermöglicht.

## Kritik
In der neueren Literatur wird Morel dafür kritisiert, dass er frühere Arbeiten zur Meristemvermehrung von Orchideen nicht ausreichend zitiert und würdigt. Insbesondere die Beiträge von Gavino Rotor (1917–2005) und Hans Thomale (1919–2002) hätten erwähnt werden müssen.